# Ariel Olascoaga
Ariel Olascoaga Gutiérrez, född 26 augusti 1929 i Treinta y Tres, död 22 augusti 2010, var en uruguayansk basketspelare.
Olascoaga blev olympisk bronsmedaljör i basket vid sommarspelen 1956 i Melbourne.